# Siepen (Solingen)
Siepen ist eine Hofschaft in der bergischen Großstadt Solingen.  

## Lage und Beschreibung
Siepen befindet sich abseits städtischer Bebauung im Pilghauser Bachtal im nordwestlichen Bereich des Stadtbezirks Burg/Höhscheid. Der zu Höhscheid gehörende Ort liegt nordwestlich des Peter-Höfer-Platzes, der einen zentralen Punkt im Stadtteil markiert. Siepen ist von der südlich auf einem Höhenrücken verlaufenden Bundesstraße 229 zugänglich, der Neuenkamper Straße, sowie an die Wanderstrecke durch das Pilghauser Bachtal angebunden. Einzelne Bäche und Rinnsale wie der Siepener Bach entwässern den Höhenzug, auf dem die Bundesstraße verläuft, in Richtung des Pilghauser Baches. Der kleine Ort ist ansonsten von landwirtschaftlichen Flächen umgeben.
Benachbarte Orte sind bzw. waren (von Nord nach West): Untenpilghausen, Weegerberg, Lindenhof, Kirschheide, Neuenhof, Neuenkamp, Bauermannskulle, Neuenhaus und Pilghauser Kotten.

## Etymologie
Der Ortsname deutet auf feuchte, sumpfige Bodenstellen hin (vergleiche Siepen (Geographie)).

## Geschichte
Der Ort wurde erstmals 1715 erwähnt und erscheint in der Karte Topographia Ducatus Montani, Blatt Amt Solingen, von Erich Philipp Ploennies aus dem Jahr 1715 mit einer Hofstelle verzeichnet und bereits als Siepen benannt. Er wurde in den Ortsregistern der Honschaft Katternberg innerhalb des Amtes Solingen geführt. Die Topographische Aufnahme der Rheinlande von 1824 verzeichnet den Ort als Siepen, ebenso wie die Preußische Uraufnahme von 1844. In der Topographischen Karte des Regierungsbezirks Düsseldorf von 1871 ist der Ort hingegen nicht verzeichnet.
Nach Gründung der Mairien und späteren Bürgermeistereien Anfang des 19. Jahrhunderts gehörte der Ort zur Bürgermeisterei Höhscheid, die 1856 zur Stadt erhoben wurde und lag dort in der Flur III. Neuenhof.
Mit der Städtevereinigung zu Groß-Solingen im Jahre 1929 wurde Siepen ein Ortsteil Solingens. Am 10. Februar 1988 wurde das im Ort befindliche Fachwerkhaus Siepen 10 als Baudenkmal in die Solinger Denkmalliste eingetragen, das oben abgebildet ist.